# اکتور پولیدو
اکتور پولیدو (اسپانیایی: Héctor Pulido‎; ۲۰ دسامبر ۱۹۴۲ – ۱۸ فوریهٔ ۲۰۲۲) بازیکن و مربی فوتبال اهل مکزیک بود.
از باشگاه‌هایی که در آن بازی کرده‌است می‌توان به باشگاه فوتبال کروز آزول اشاره کرد.
وی همچنین در تیم ملی فوتبال مکزیک بازی کرده‌است.